# U Centauri
U Centauri é uma estrela variável na constelação de Centaurus. De acordo com medições de paralaxe pela sonda Gaia, encontra-se a uma distância de aproximadamente 3830 anos-luz (1170 parsecs) da Terra, com uma incerteza de cerca de 210 anos-luz (70 pc). Uma variável Mira, sua magnitude aparente visual varia de 7 até 14 com um período de 220,28 dias. É classificada com um tipo espectral de M3II:e-M5IIe, indicando que é uma gigante luminosa que alterna entre as classes espectrais M3 e M5 ao longo de um período de pulsação. Sua temperatura efetiva é estimada em aproximadamente 3 300 K, dando à estrela uma coloração avermelhada.
Um artigo de 2010, usando como base a medição de paralaxe da sonda Hipparcos, de 2,60 ± 1,53 mas, correspondendo a uma distância altamente incerta de 385+550
−143 parsecs, estimou para esta estrela uma massa de 0,91 massas solares e uma luminosidade de 226 vezes a solar. O segundo lançamento dos dados da sonda Gaia mostrou que a estrela está significativamente mais distante do que medido pela Hipparcos, e estimou uma luminosidade de 934 vezes a solar.